# H.A.T.E.U.
Singles de Mariah Carey
I Want to Know What Love Is
(2009) Up Out My Face
(2009)
H.A.T.E.U. est une chanson de la chanteuse américaine Mariah Carey, sortie le 1er novembre 2009. Le titre est le troisième extrait de son 12e opus studio Memoirs of an Imperfect Angel. Les paroles sont de Mariah Carey, Terius Nash et Christopher Stewart, la musique composée par Steve Clark, Christopher Stewart et The-Dream.

## Accueil
La chanson reçoit des critiques positives. Aux États-Unis, la chanson atteint la 72e place au Billboard Hot R&B/Hip-Hop Songs.

## Vidéoclip
Le vidéoclip est dirigé par Brett Ratner. Il y montre la chanteuse sur la plage de Malibu Beach, en Californie, interprétant le titre.

## Remix
Le titre bénéficie d'un remix de Jermaine Dupri comprenant les collaborations des rappeurs Big Boi, Gucci Mane  et OJ Da Juiceman.

## Classement
| Chart (2009)                   | Peak position |
| ------------------------------ | ------------- |
| États-Unis (R&B/Hip-Hop Songs) | 72            |